# Perilitus carabivorus
Perilitus carabivorus är en stekelart som först beskrevs av Muesebeck 1936.  Perilitus carabivorus ingår i släktet Perilitus och familjen bracksteklar. Inga underarter finns listade i Catalogue of Life.